# Zichov
Zichov je malá vesnice, část městyse Koloveč v okrese Domažlice v Plzeňském kraji. Nachází se asi 2,5 kilometru východně od Kolovče. Je zde evidováno 36 adres. V roce 2011 zde trvale žilo 36 obyvatel.
Zichov je také název katastrálního území o rozloze 4,36 km².

## Historie
První písemná zmínka o vesnici pochází z roku 1272.

## Obyvatelstvo
| Rok            | 1869 | 1880 | 1890 | 1900 | 1910 | 1921 | 1930 | 1950 | 1961 | 1970 | 1980 | 1991 | 2001 | 2011 | 2021 |
| -------------- | ---- | ---- | ---- | ---- | ---- | ---- | ---- | ---- | ---- | ---- | ---- | ---- | ---- | ---- | ---- |
| Počet obyvatel | 150  | 143  | 145  | 160  | 183  | 162  | 148  | 95   | 80   | 72   | 60   | 45   | 44   | 36   | 38   |
| Počet domů     | 26   | 26   | 26   | 25   | 28   | 28   | 31   | 31   | 31   | 25   | 22   | 24   | 30   | 30   | 32   |

## Obecní správa
Při sčítání lidu v letech 1850–1959 Zichov byl samostatnou obcí, se kterým patřil nejprve do okresu Domažlice, ale v roce 1950 v okrese Stod. Od roku 1960 je částí městyse Koloveč opět v okrese Domažlice.

## Pamětihodnosti
V jižní části vesnice se dochoval areál zichovské tvrze založené v renesančním slohu šlechtickým rodem ze Zichova. Po roce 1586 tvrz přestala sloužit jako panské sídlo, a byla začleněna do provozu hospodářského dvora.

## Galerie

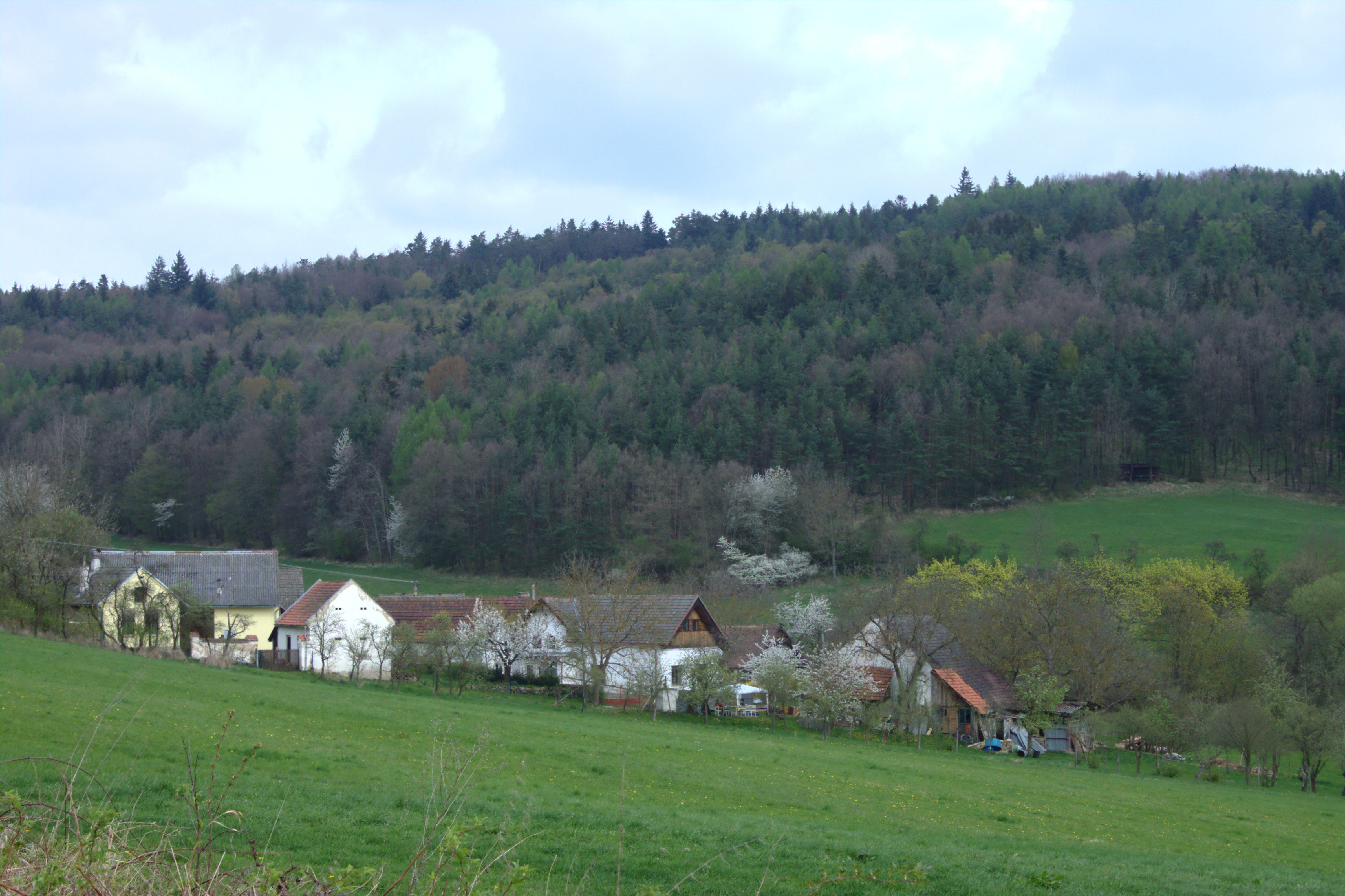
Domy ve východní části Zichova
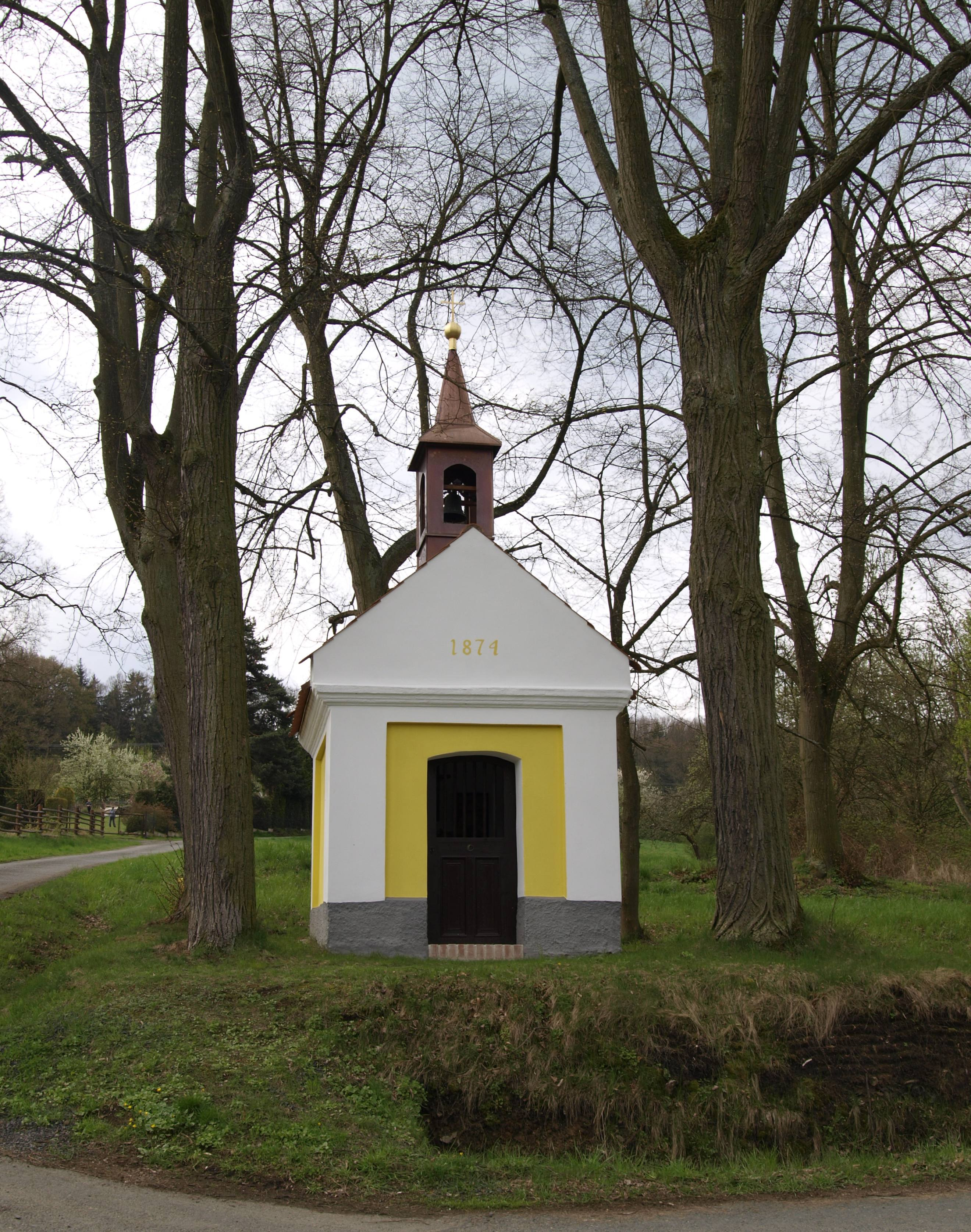
Kaple svatého Jana Nepomuckého
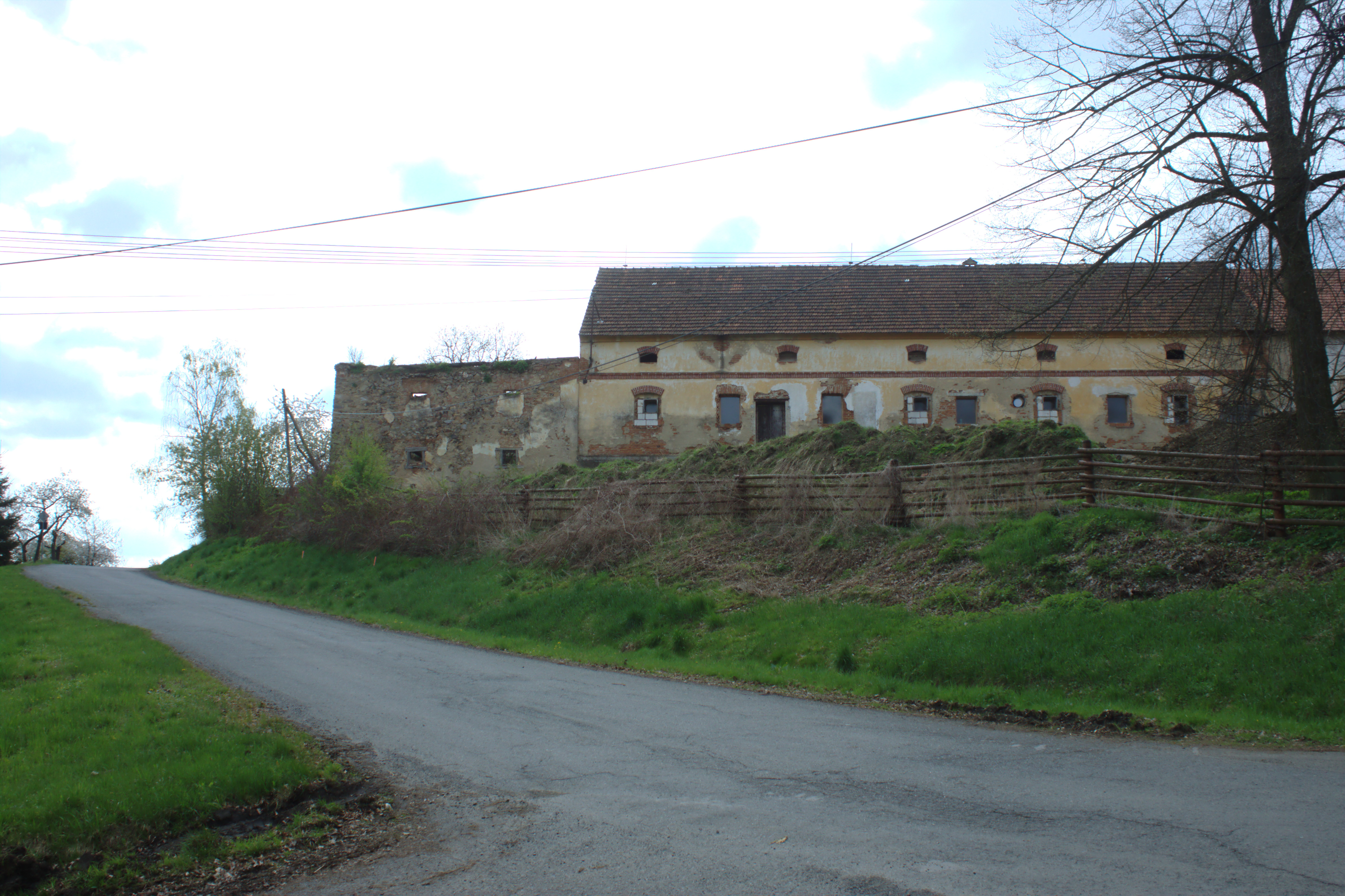
Hospodářský dvůr s pozůstatky tvrze